# خطاب الأعمال

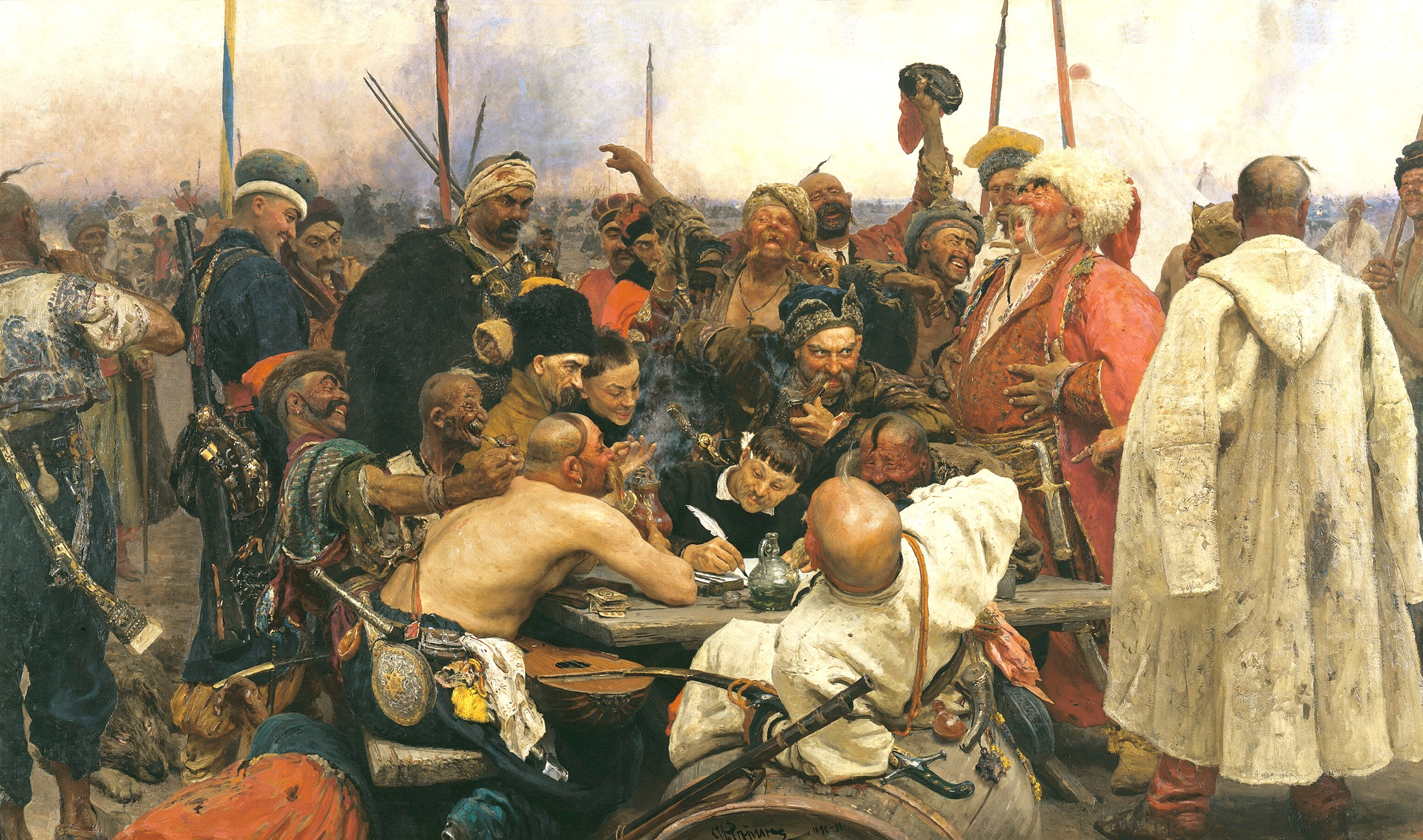

خطاب الأعمال هو خطاب مكتوب بلغة رسمية، عادة ما يستخدم عند الكتابة من منظمة أعمال واحدة إلى أخرى، أو لأجل المراسلات بين مثل هذه المنظمات وعملائها، العملاء وغيرها من الأطراف الخارجية. النمط العام لخطاب سوف يعتمد على العلاقة بين الأطراف المعنية.

## أنواع الخطاب

### خطاب أستفسار
خطاب الأستفسار هو مصطلح عام يستخدم لعدد من أنواع مختلفة من خطابات الأعمال الموجهة إلى شركة. 
على سبيل المثال، عادة ما يُرسل المتقدمين خطاب أستفسار، مرفق معه سيرة ذاتية (CV)، لصاحب العمل الذي يودون في تشغيله. ترسل الشركات خطاب أستفسار إلى شركائهم في الأعمال عندما يحتاجون إلى معلومات عن السلع التي يرغبون في طلبها. خطاب الأستفسار عادة يكون قصير وقي صميم الموضوع، يحتوي فقط على الطلب ومقدمة قصيرة مع العنوان ورقم الهاتف أو عنوان البريد الإلكتروني من جانب المُرسل.

## الشكل العام

### العناصر
خطابات الأعمال (في الولايات المتحدة) عادة ما تحتوي على العناصر التالية، بالترتيب:
- عنوان الراسل ومعلومات الاتصال
- تاريخ الكتابة
- الموضوع
- اسم المستلم واللقب والشركة والعنوان
- تحية / ترحيب
- الرسالة (نص الخطاب)
- وداع / ختام
- توقيع الراسل
- اسم الراسل، اللقب، الشركة

في بعض الحالات، خطاب الأعمال قد يتضمن أيضاً المعلومات الاختيارية التالية:
- مرفقات (:.Encl أو:.Enc)
- مستلمى النسخة الكربونية (:cc)
- إشارة بالاحرف الأولى (من الطابع)

### مسافة السطر
بصفة عامة، كل عنصر أو فقرة من الخطاب يتبعها سطر فارغ واحد، باستثناء:
- التاريخ، يليه ثلاثة أو أربعة أسطر فارغة؛
- مضمون الفقرة النهائية، يليه سطرين فارغين؛
- الوداع / الختام، يليه ثلاثة أو أربعة أسطر فارغة (بما فيه الكفاية بالنسبة للراسل للتوقيع على الرسالة)؛ و
- لقب الراسل، يليه سطرين فارغين.

عدم التصرف بها بأي صورة

### التشكيل
تحية / ترحيب عموما تليها فاصلة، على الرغم من أن في الولايات المتحدة غالباً ما تُفضل النقطتان. الوداع / الخاتمة يتبعها فاصلة.

### مثال قالب
[عنوان الراسل]

[رقم هاتف الراسل]

[البريد الإلكتروني للراسل]

[التاريخ]

[المستلم دابيو / أو البادئة]

[عنوان المستلم]

[شركة المستلم]

[عنوان المستلم]

 (اختياري) الاهتمام [قسم / شخص] ،

عزيزي [المستلم دابيو / البادئة]، 

إعادة: [موضوع]

[محتوى محتوى محتوى محتوى محتوى محتوى محتوى محتوى محتوى محتوى

المحتوى المحتوى. محتوى محتوى محتوى محتوى محتوى محتوى محتوى

محتوى محتوى محتوى محتوى محتوى. محتوى محتوى محتوى محتوى محتوى

محتوى محتوى محتوى محتوى محتوى محتوى.]

[محتوى محتوى محتوى محتوى محتوى محتوى محتوى محتوى محتوى محتوى

المحتوى المحتوى. محتوى محتوى محتوى محتوى محتوى محتوى محتوى

محتوى محتوى محتوى محتوى محتوى. محتوى CONENT محتوى محتوى محتوى محتوى

محتوى محتوى محتوى محتوى محتوى محتوى محتوى محتوى محتوى محتوى.]

[وداع (مع خالص التقدير، بكل احترام، تمنيات، الخ.)] ،

[الراسل]

[لقب الراسل]

مرفقات ([عدد المرفقات])

cc : [المستلم]، [CC عنوان السمتلم]

[CC المستلم]، [CC عنوان المستلم]

## تنسيقات المسافة البادئة
خطابات الأعمال متطابقة عموماً مع واحد من أربعة تنسيقات للمسافة البادئة: عقبه وشبه عقبه وعقبه معدله وعقبه شبه معدله. ببساطة، «شبه» يعني أن الخطوط الأولى من الفقرات وضِع بها مسافه بادئة؛ «التعديل» يعني أن عنوان الراسل والتاريخ والخاتمة يوضع لها مسافه بادئه بشكل كبير.

### عقبه
في خطاب صيغة العقبة، (1) كل النص محاذى إلى الهامش الأيسر و (2) الفقرات ليست بها بادئة.

### شبه عقبه
في خطاب صيغة شبه العقبة، (1) كل النص محاذى إلى الهامش الأيسر و (2) الفقرات بها بادئة.

### عقبه معدله
في خطاب صيغة عقبه معدلة، (1) كل النص محاذى إلى الهامش الأيسر، ما عدا عنوان الكاتب والتاريخ والخاتمة؛ و (2) الفقرات ليست بها بادئة. عنوان الكاتب والتاريخ والخاتمة عادة ما تكون بادئة بها ثلاث بوصات من الهامش الأيسر، ولكن يمكن تعيينها في أي مكان على يمين منتصف الصفحة، طالما أن جميع العناصر الثلاثة هي بادئة لنفس الموقف.

### عقبه شبه معدله
sef.507
في خطاب صيغة عقبه شبه معدله، (1) كل النص محاذى إلى الهامش الأيسر، ما عدا عنوان الكاتب والتاريخ والخاتمة؛ و (2) الفقرات بها بادئة. عنوان الكاتب والتاريخ والخاتمة عادة ما تكون بادئة بها ثلاث بوصات من الهامش الأيسر، ولكن يمكن تعيينها في أي مكان على يمين منتصف الصفحة، طالما أن جميع العناصر الثلاثة هي بادئة لنفس الموقف.